# Gouvernement Ceniceros
 La Rioja
Sanz V Andreu
Le gouvernement Ceniceros est le gouvernement de La Rioja entre le 11 juillet 2015 et le 30 août 2019, durant la IXe législature du Parlement de La Rioja. Il est présidé par José Ignacio Ceniceros.

## Composition
| Fonction                                                                              | Titulaire | Titulaire                                                                | Parti |
| ------------------------------------------------------------------------------------- | --------- | ------------------------------------------------------------------------ | ----- |
| Président                                                                             |           | José Ignacio Ceniceros                                                   | PP    |
| Conseillère à la Présidence, aux Relations institutionnelles et à l'Action extérieure |           | María Begoña Martínez Arregui                                            | PP    |
| Conseiller à l'Administration publique et aux Finances                                |           | Alfonso Domínguez Simón                                                  | PP    |
| Conseillère à la Santé                                                                |           | María Purificación Martín Díez de Baldeón                                | PP    |
| Conseiller aux Politiques sociales, à la Famille, à l'Égalité et à la Justice         |           | Conrado Escobar Las Heras (jusqu'au 12/04/2019) Alberto Bretón Rodríguez | PP    |
| Conseiller à l'Éducation, à la Formation et à l'Emploi                                |           | José Abel Bayo Martínez (jusqu'au 04/11/2016) Alberto Galiana García     | PP    |
| Conseillère au Développement économique et à l'Innovation                             |           | Leonor González Menorca                                                  | PP    |
| Conseiller à l'Agriculture, à l'Élevage et à l'Environnement                          |           | Iñigo Nagore Ferrer                                                      | PP    |
| Conseiller à l'Équipement et à la Politique territoriale                              |           | Antonino Burgos Navajas (jusqu'au 21/03/2016) Carlos Cuevas Villoslada   | PP    |